# Skinken
Skinken (Scincidae) zijn een familie van hagedissen (Lacertilia).
Het is met ruim 1710 soorten in meer dan 130 geslachten de grootste familie van hagedissen en tevens van alle gewervelde dieren. Het is waarschijnlijk dat het aantal geslachten nog sterk zal toenemen, omdat veel soortenrijke geslachten uit elkaar gehaald zullen worden als gevolg van nieuwe inzichten. Zo zijn onlangs nog de meeste soorten uit het geslacht Eumeces overgeheveld naar een nieuw geslacht; Plestiodon.
Skinken kennen een zeer grote verscheidenheid in vormen en maten. Er zijn soorten die nauwelijks van slangen te onderscheiden zijn, andere soorten lijken meer op hazelwormen of hebben een lichaamsbouw die vergelijkbaar is met echte hagedissen. Wat ze met name interessant maakt is het feit dat bij verwante soorten verschillende ontwikkelingsstadia voorkomen. Zo zijn er geslachten waarvan de soorten een andere pootvorm hebben, of een andere bouw van de ogen. Bij andere hagedissen zijn dergelijke anatomische verschillen vaak aanleiding om ze tot een andere groep te rekenen, maar bij de skinken komen deze kenmerken door elkaar voor.
Skinken zijn meestal klein en bereiken een lichaamslengte van 10 tot 20 centimeter inclusief staart. Sommige soorten worden langer dan 30 cm en de grootste soorten kunnen meer dan 60 cm lang worden inclusief staart. Net zoals hagedissen uit andere families kunnen skinken de staart afwerpen bij gevaar, om zo te ontsnappen aan de vijand, de staart groeit later weer aan (autotomie)
Skinken komen overal ter wereld voor, maar alleen in warmere streken. In Europa leven skinken bijvoorbeeld vooral rond het Middellandse Zeegebied. Skinken jagen voornamelijk op insecten, enkele soorten hebben een afwijkend menu en jagen uitsluitend op slakken, eten regelmatig plantendelen (Tiliqua) of zijn in een enkel geval vrijwel volledig vegetariër.
De voortplanting van skinken verschilt, veel soorten zijn eierleggend, andere baren levende jongen. Een aantal soorten bewaakt de eitjes en sommige skinken kennen zelfs een vorm van verregaande broedzorg door de juvenielen enige tijd te beschermen.

## Verspreiding en habitat
Skinken hebben een wereldwijde verspreiding maar zijn warmteminnend en komen niet voor in gematigde gebieden. In Europa komen de soorten vooral in de warmere gebieden voor, tot rond de Middellandse Zee. In België en Nederland komen geen skinken voor.
Van een aantal soorten die rond de Grote Oceaan leven, is bekend dat ze zich op drijfhout hebben laten meevoeren over grote afstanden en zich zo hebben verspreid naar afgelegen eilanden.
Skinken komen vooral veel voor in zuidelijk Azië, Afrika en Australië, wat doet vermoeden dat ze zich van hieruit naar de noordelijke continenten hebben verspreid.
De meeste soorten leven op de bodem en gebruiken het gestroomlijnde, gladde lichaam om te graven of zelfs door het zand te 'zwemmen'. Een aantal soorten leeft in bomen, zoals soorten uit het geslacht Dasia. De tot ongeveer 75 centimeter lange Solomon-reuzenskink, overigens ook een boombewoner, is de grootste soort.
Slechts enkele soorten hebben zich aangepast op een waterrijke leefomgeving, zoals de Trophidophorus- soorten, deze leven meer langs de waterkant. Andere soorten leven langs rotskusten langs de getijdenzone waar ze leven van krabben en wormen. Slechts enkele soorten kunnen ook onder water duiken, ze doen dit voornamelijk om zich te verstoppen voor vijanden.

## Uiterlijke kenmerken

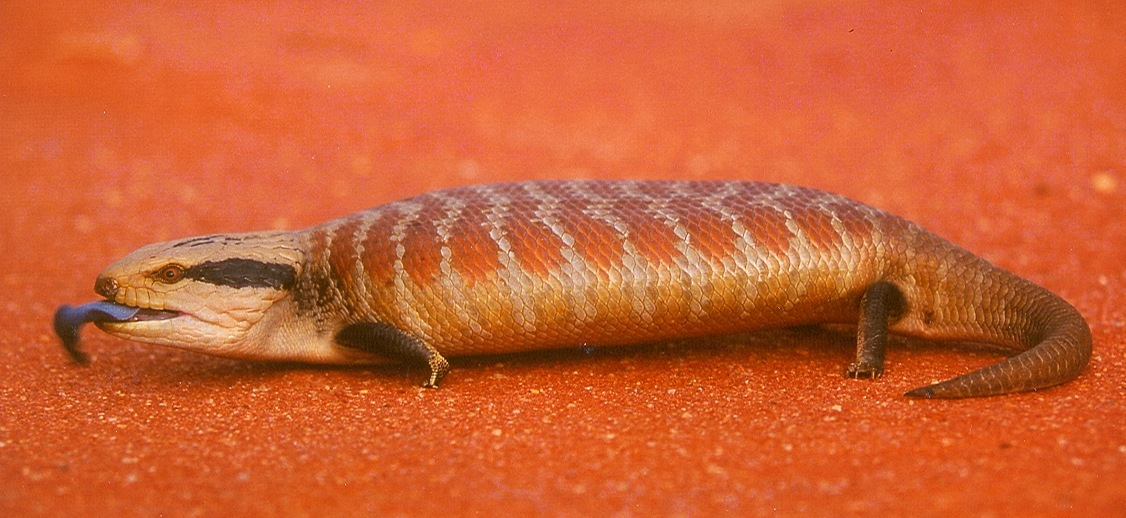
Tiliqua multifasciata is een van de soorten blauwtongskinken uit de woestijnen van Australië.

Skinken hebben over het algemeen eenzelfde lichaamsbouw en zijn daardoor makkelijk van andere hagedissen te onderscheiden, enkele uitzonderingen daargelaten. Skinken hebben meestal een rolrond lichaam, een lange staart en kleine pootjes, het lichaam is doorgaans zeer glad door de kleine, dakpansgewijs over elkaar liggende schubben. De schubben zijn dermate glanzend dat de hagedis een 'geglazuurd' uiterlijk heeft. Er zijn uitzonderingen waarbij de schubben gekield zijn.
Onder de schubben zijn kleine beenplaatjes of osteodermen gelegen die de huid verstevigen. Osteodermen komen ook bij andere hagedissen voor, maar bij de skinken is onder iedere schub een aantal kleine beenplaatjes aanwezig, zodat het geheel veel flexibeler en steviger is. Vrijwel alle soorten hebben een goede camouflage waarbij de lichaamskleur is aangepast op de ondergrond.

### Kop

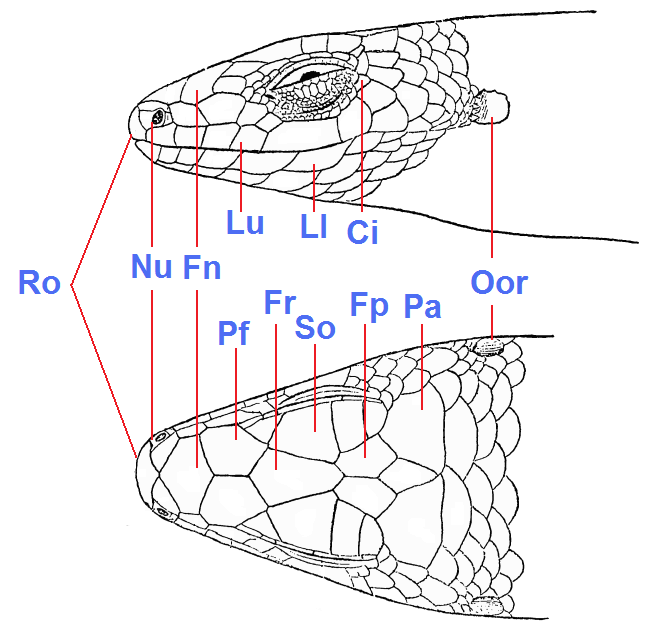
Kopschubben van Mabuya multifasciata.

De kop is afgeplat, de snuitpunt is vaak spits. Aan de bovenzijde van de kop komen verharde platen voor die karakteristiek zijn voor de skinkenfamilie. Soorten die veel graven hebben vaak een kleine ooropening om te voorkomen dat deze verstopt raakt. Bij de zandskinken uit het geslacht Scincus is de ooropening afgedekt met schubben.
Sommige hagedissen hebben oogleden die enigszins doorzichtig zijn, dit is altijd het onderste ooglid. Hierdoor kunnen hagedissen met gesloten ogen toch de omgeving in de gaten houden. Dit is handig bij het graven en het zwemmen, en het zijn dan ook altijd dergelijke soorten die doorzichtige oogleden ontwikkelen. Ook voorkomt het hebben van een ‘bril’ vochtverlies door het oog, wat bij soorten die in droge gebieden leven de waterhuishouding ten goede komt. Bij veel soorten is het zicht beperkt, bij andere hagedissen is het onderste ooglid zo helder dat ze met gesloten ogen bijna net zo goed zicht hebben als met geopende ogen. Voorbeelden zijn soorten uit de familie echte hagedissen (Lacertidae), zoals de brilhagedis (Scelarcis perspicillata). De slangenooghagedis (Ophisops elegans) heeft een verdere specialisatie; bij deze soort zijn de oogleden vergroeid en kijkt de hagedis permanent door het onderste, volledig doorzichtige ooglid. Bij de meeste soorten gekko's (Gekkota) is dit eveneens het geval, het ooglid zit vastgeplakt aan het oog.
Bij de skinken komen alle genoemde vormen voor, de soorten uit het geslacht Mabuya hebben enkele doorzichtige schubben aan de oogleden die een beperkt zich geven. Leiolopisma laterale heeft grotere vensters in beweegbare oogleden. Bij de skink Lygosoma travancorium beslaat het venster ongeveer de helft van het ooglid. De soorten uit het geslacht Lygosoma hebben een geheel doorzichtig ooglid dat permanent gesloten blijft.
De tanden van skinken zijn net als de lichaamsvorm aangepast aan de levenswijze. De vorm van de tanden hangt samen met het gegeten voedsel, soorten die regenwormen eten hebben achterwaarts gekromde tanden die de prooidieren vastprikken en beletten te ontsnappen. Grotere skinken die plantendelen eten hebben vaak platte tanden om de bladeren beter te kunnen vermalen. De meeste skinken zijn insecteneters en hebben de voor hagedissen typerende kegelvormige, puntige tandjes die geschikt zijn om het pantser van hun prooien te kraken.
Skinken hebben altijd tanden die in een holte in de kaak zijn geborgen, dit wordt pleurodont genoemd. De tanden worden regelmatig vervangen, waarbij in de lege holte van een afgeworpen tand een nieuwe tand groeit. Het aantal tanden neemt bij veel soorten zelfs toe naarmate ze ouder worden.

### Poten

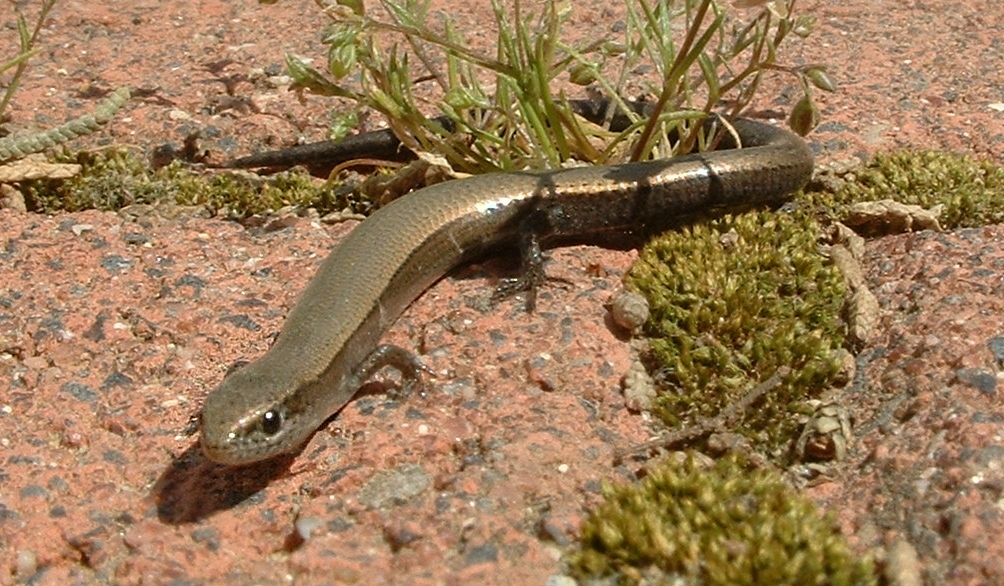
De Johannisskink of slangenoogskink heeft gefuseerde, onbeweegbare oogleden, net als slangen.

De meeste skinken hebben pootjes, bij veel soorten zijn ze relatief klein en bij een aantal soorten ontbreken pootjes. Het zijn soms de voorpoten die verdwenen zijn en ook volledig pootloze soorten komen voor. Omdat skinken in beginsel vier poten hebben, net als alle hagedissen, worden de soorten met minder sterk ontwikkelde pootjes gezien als specialisten en de soorten die alle poten nog hebben worden als primitief gezien. De vorm en grootte van de poten kan binnen een groep heel verschillend zijn, de soorten binnen een enkel geslacht kunnen verscheidene gradaties van degeneratie vertonen. Een voorbeeld zijn de soorten uit het geslacht slangskinken (Ophiomorus). De primitieve soorten, dus met de sterkst ontwikkelde poten, zijn Bladford's slangskink (Ophiomorus blanfordi) en de kortpootslangskink (Ophiomorus brevipes), die beide vier vingers en drie tenen hebben. De drieteenslangskink (Ophiomorus tridactylus) heeft drie tenen en vingers aan iedere poot. De Perzische slangskink (Ophiomorus persicus) heeft drie vingers aan de voorpoten en twee tenen aan de achterpoten en de gevlekte slangskink (Ophiomorus punctatissimus) ten slotte heeft helemaal geen poten meer en is typisch slangachtig.
De poten hebben nooit hechtlamellen zoals bij onder andere de gekko's voorkomt. De tenen en vingers dragen vaak nagels om zich te hechten aan de ondergrond. Bij de soorten uit het geslacht katskinken (Ristella) kunnen de nagels worden ingetrokken, net als een kat.

### Staart

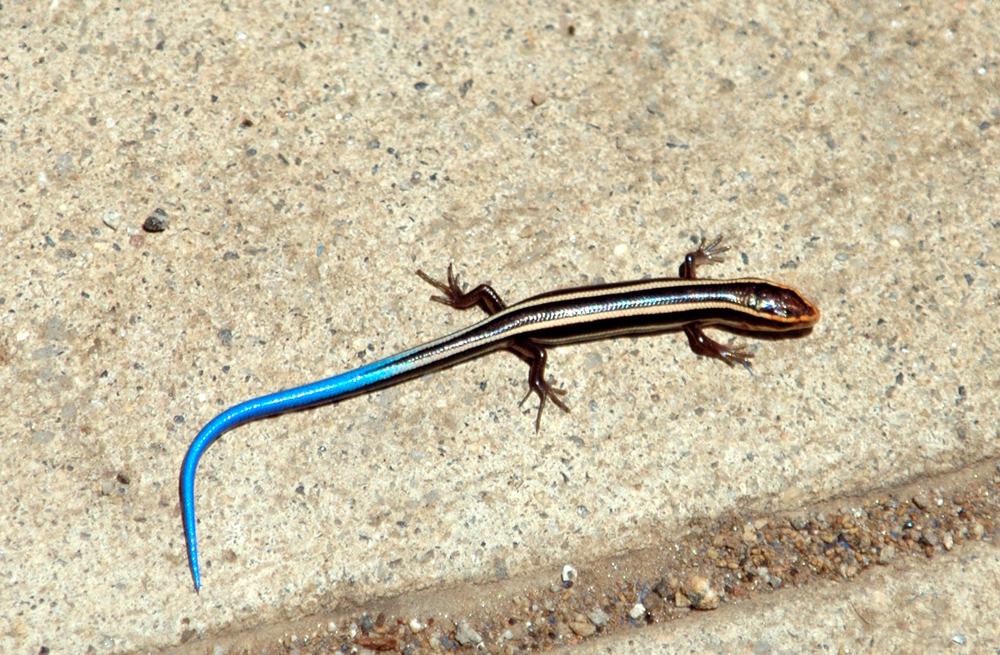
Plestiodon skiltonianus heeft een felblauwe staart.

De staart is bij skinken meestal lang en kan bij bedreiging worden afgeworpen. Dit afwerpen van de staart komt bij meer hagedissen voor en wordt caudale autotomie genoemd. Er zijn uitzonderingen, zoals de pijnappelskink (Tiliqua rugosa). Deze heeft een sterk afgeknotte staart die sprekend op de kop lijkt en niet kan worden afgeworpen. Bij de meeste soorten wordt de staart voornamelijk als balans gebruikt. Van de Solomon-reuzenskink (Corucia zebrata) is bekend dat de staart behendig is en als extra grijporgaan wordt gebruikt. Soorten die vaak zwemmen, hebben een zijwaarts afgeplatte staart die voor de voortstuwing zorgt. Sommige skinken kunnen communiceren door met de staart te bewegen.
Van een aantal soorten is bekend dat ze een afwijkende kleur staart hebben, zoals helderblauw of felrood. Deze kleur komt bij een aantal soorten alleen bij de juvenielen voor en verdwijnt bij de geslachtsrijpe dieren. De staartkleur dient om vijanden af te leiden, waardoor deze de staart aanvallen en niet het lichaam. Daarnaast houdt de felle staartkleur van de jongen de volwassen territoriumvormende mannetjes op afstand; deze kunnen zo zien dat een exemplaar nog niet geslachtsrijp en dus geen concurrent is.

## Voortplanting

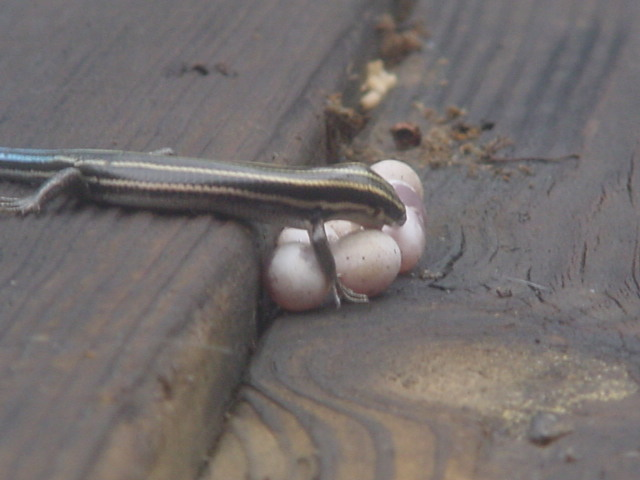
Een vrouwtje bewaakt haar eitjes en plaatst ze bij elkaar.

Skinken planten zich vaak meerdere keren per jaar voort. Bij sommige soorten krijgen de mannetjes een baltskleur, zoals een helder rode kop. Mannetjes verdedigen vaak een territorium, waarbij ze fel kunnen vechten.
Skinken zijn vaak eierleggend, maar ongeveer een derde van de soorten is levendbarend, waarbij de jongen levend ter wereld komen. Van een aantal soorten is broedzorg bekend, waarbij het vrouwtje voor haar eieren zorgt. Ze blijft niet alleen in de buurt om haar nageslacht te bewaken maar verzorgt ook de eieren. Van soorten uit het geslacht Eumeces is bekend dat het vrouwtje bij droogte haar eitjes dieper in de grond graaft en erover urineert om ze vochtig te houden.
Zodra de jongen geboren worden, gaan ze direct hun eigen weg. Ze eten dezelfde prooien als de volwassen skinken maar pakken een wat kleiner formaat. Ze lijken vaak al op de ouderdieren maar zijn kleiner, veel soorten hebben een juveniel kleed; het kleurenpatroon wijkt af van de volwassen dieren. De meeste skinken worden enkele jaren oud, de grootste soorten hebben een levensverwachting van 15 tot 20 jaar.

## Voedsel en vijanden

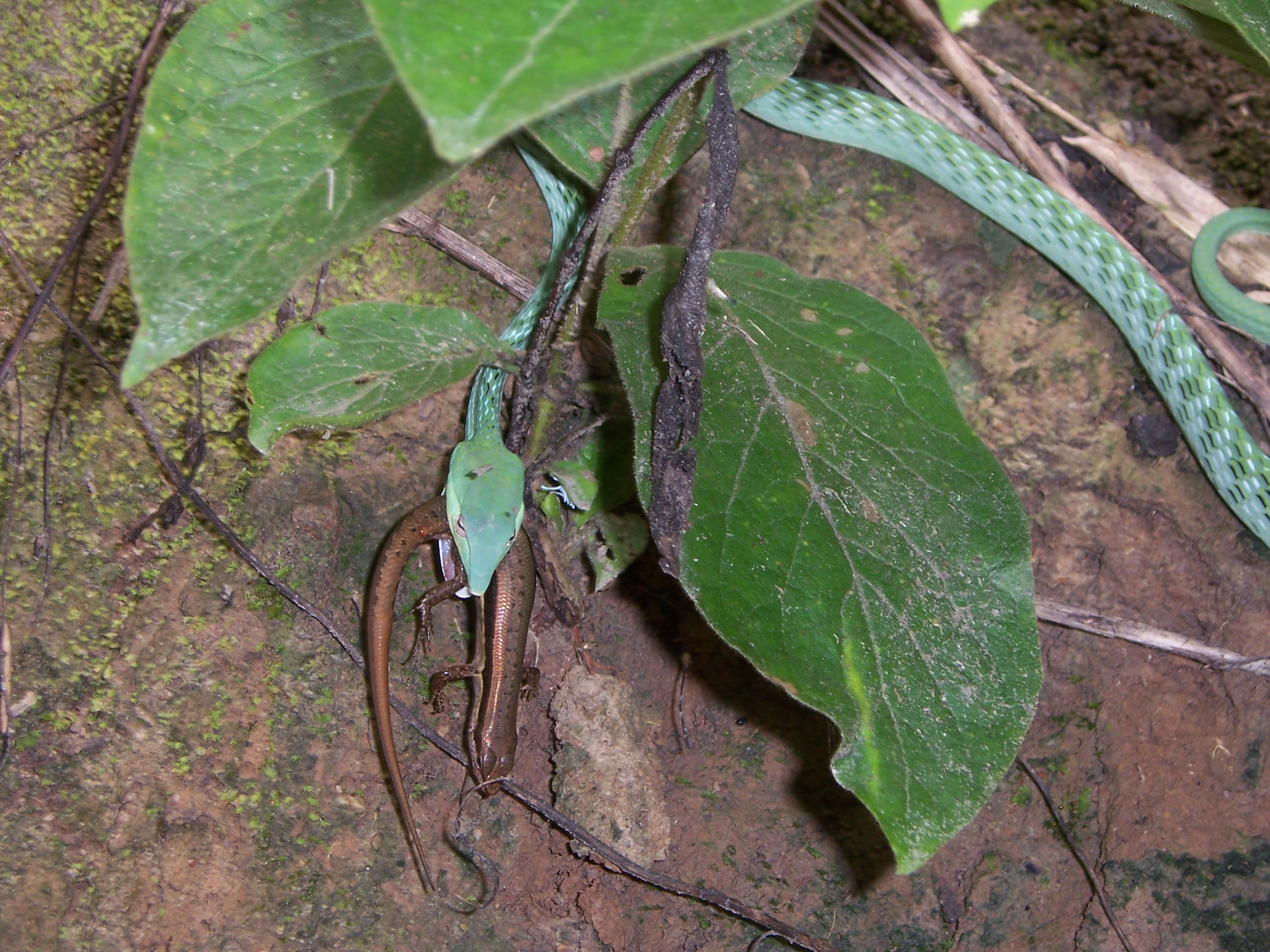
Een slang uit het geslacht Ahaetulla met een buitgemaakte skink van een onbekende soort, Thailand.

Skinken ruimen veel insecten en andere gewervelden op en worden zelf gegeten door vele dieren, ze staan midden in het ecosysteem. In veel streken zijn het de meest algemeen voorkomende hagedissen en dieren die voornamelijk van hagedissen leven zijn daardoor vooral op skinken aangewezen. Vijanden van skinken zijn vooral roofvogels, slangen en rovende zoogdieren.
De meeste soorten zijn typische insecteneters, die voornamelijk leven van insecten zoals kevers, sprinkhanen en kleine ongewervelden zoals miljoenpoten en wormen. Een tegenstribbelende prooi wordt eerst doodgeslagen tegen de ondergrond voor deze wordt doorgeslikt. Een aantal soorten heeft een kleverig slijm in de bek zodat kleine prooidiertjes als mieren gemakkelijk kunnen worden opgelikt. De Australische soort Hemisphaeriodon gerrardi leeft vrijwel uitsluitend van huisjesslakken, waarvan de schelp met de platte tanden wordt gekraakt. Soorten uit het geslacht Tropidophorus leven meer langs het water en hebben deels kreeftachtigen op het menu staan. De soorten uit het geslacht Amphiglossus uit Madagaskar duiken zelfs onder water om op prooien te jagen.
Soorten die tot het geslacht van de blauwtongskinken behoren eten naast kleine dieren ook plantendelen zoals bloemen. In de regel geldt dat de grotere soorten meer plantendelen eten, ook paddenstoelen worden door een aantal soorten gegeten. De grootste skink, de Solomon-reuzenskink, eet eenmaal volwassen uitsluitend bladeren en vruchten van bomen.

## Naamgeving en taxonomie
Een soortgelijke naam komt ook voor in het Engels als 'skink' en in het Duits als 'Skinke'.
Skinken worden vertegenwoordigd door ruim 1500 verschillende soorten in meer dan 130 geslachten. De geslachten worden soms gegroepeerd in onderfamilies. De indeling in geslachten verandert regelmatig als gevolg van nieuwe inzichten. Ook het soortenaantal verandert regelmatig omdat nieuwe soorten zijn beschreven. In het jaar 2011 bijvoorbeeld werden er ongeveer 20 nieuwe soorten beschreven.
Er zijn ook verschillende uitgestorven soorten bekend, die vrij recentelijk verdwenen zijn. Een voorbeeld is de Kaapverdische reuzenskink (Chioninia coctei), die niet meer is waargenomen sinds 1889. De mauritiusskink (Leiolopisma mauritiana) is al langer verdwenen en is niet meer gezien sinds de zeventiende eeuw. De soort Tachygyia microlepis ten slotte wordt beschouwd als recentelijk uitgestorven, deze soort kwam voor op de Tonga-eilanden.
Onderstaand een lijst van geslachten, zie voor alle soorten ook de lijst van skinken.
- Androngo
- Ablepharus
- Acontias
- Afroablepharus
- Alinea
- Amphiglossus
- Anepischetosia
- Anomalopus
- Aspronema
- Asymblepharus
- Ateuchosaurus
- Barkudia
- Bassiana
- Bellatorias
- Brachymeles
- Brasiliscincus
- Caledoniscincus
- Calyptotis
- Capitellum
- Carlia
- Celatiscincus
- Chabanaudia
- Chalcides
- Chalcidoseps
- Chioninia
- Coeranoscincus
- Coggeria
- Concinnia
- Copeoglossum
- Cophoscincopus
- Corucia
- Cryptoblepharus
- Ctenotus
- Cyclodomorphus
- Dasia
- Egernia
- Emoia
- Eremiascincus
- Eroticoscincus
- Eugongylus
- Eulamprus
- Eumeces
- Eumecia
- Eurylepis
- Eutropis
- Exila
- Feylinia
- Fojia
- Geomyersia
- Geoscincus
- Glaphyromorphus
- Gongylomorphus
- Graciliscincus
- Haackgreerius
- Hakaria
- Harrisoniascincus
- Hemiergis
- Hemisphaeriodon
- Insulasaurus
- Isopachys
- Janetaescincus
- Jarujinia
- Kaestlea
- Kanakysaurus
- Lacertaspis
- Lacertoides
- Lamprolepis
- Lampropholis
- Lankascincus
- Larutia
- Leiolopisma
- Lepidothyris
- Leptoseps
- Leptosiaphos
- Lerista
- Liburnascincus
- Liopholis
- Lioscincus
- Lipinia
- Lissolepis
- Lobulia
- Lygisaurus
- Lygosoma
- Mabuya
- Madascincus
- Manciola
- Maracaiba
- Marisora
- Marmorosphax
- Melanoseps
- Menetia
- Mesoscincus
- Mochlus
- Morethia
- Nangura
- Nannoscincus
- Nessia
- Niveoscincus
- Notomabuya
- Notoscincus
- Oligosoma
- Ophiomorus
- Ophioscincus
- Orosaura
- Otosaurus
- Pamelaescincus
- Panaspis
- Panopa
- Papuascincus
- Paracontias
- Parvoscincus
- Phoboscincus
- Pinoyscincus
- Plestiodon
- Prasinohaema
- Proablepharus
- Proscelotes
- Pseudemoia
- Pseudoacontias
- Psychosaura
- Pygomeles
- Ristella
- Saiphos
- Saproscincus
- Scelotes
- Scincella
- Scincopus
- Scincus
- Scolecoseps
- Sepsina
- Sepsophis
- Sigaloseps
- Silvascincus
- Simiscincus
- Sirenoscincus
- Sphenomorphus
- Spondylurus
- Tachygyia
- Techmarscincus
- Tiliqua
- Trachylepis
- Tribolonotus
- Tropidophorus
- Tropidoscincus
- Tumbunascincus
- Typhlacontias
- Typhlosaurus
- Tytthoscincus
- Varzea
- Vietnascincus
- Voeltzkowia